# Лоуренс Венуті
Лоуренс Венуті (англ. Lawrence Venuti; нар. 1953, Філадельфія) — американський теоретик та історик перекладу, перекладач з італійської, французької та каталанської мов.

## Життєпис
Лоуренс Венуті народився 1953 року у Філадельфії. Закінчив Темплський університет. У 1980 році він здобув ступінь доктора філософії з англійської мови в Колумбійському університеті, де навчався у таких історично орієнтованих літературознавців, як Джозеф Маццео та Едвард Тейлер, а також у теоретично заангажованих культурних і соціальних критиків, таких як Едвард Саїд та Сільвер Лотрінґер. Того ж року він отримав премію Ренато Поджолі за італійський переклад за переклад роману Барбари Альберти «Делірій».
Венуті є почесним професором англійської мови в Темпльскому університеті, де він викладав протягом сорока років (1980-2020). Він викладав як запрошений професор у Пенсильванському університеті, Принстонському університеті, Колумбійському університеті, Університеті студій Тренто, Університеті Йоганна Гутенберга в Майнці, Барнард-коледжі та Королівському університеті Белфасту. Він також читав лекції та проводив семінари на літніх програмах, спонсорованих Центром перекладацьких студій Левенського університету, Інститутом світової літератури, Школою перекладацьких студій Ніди, Товариством вивчення теорій і практики перекладу та Люблянським університетом.
У 1987-1995 роках був головним редактором журналу «Border Lines: Works in Translation», серії, що виходила у видавництві Темплського університету.
Він був членом редакційної та консультативної рад журналу «The Translator: Studies in Intercultural Communication», «TTR: traduction, terminologie, rédaction, Translation Review, Translation Studies, and Palimpsestes». Редагував спеціальні випуски журналу, присвячені перекладу та меншинам («The Translator», 1998) і поезії та перекладу («Translation Studies», 2011).
Його перекладацькі проєкти отримували нагороди та гранти від Американського ПЕН-центру (1980), італійського уряду (1983), Національного фонду мистецтв (1983, 1999) та Національного фонду гуманітарних наук (1989). У 1999 році читав старшу лекцію з перекладознавства за програмою Фулбрайта в Університеті Віка (Каталонія).

## Праці
- «Наші ліпші дні: Англійські дореволюційні тексти та постмодерністська культура» (англ. Our Halcyon Dayes: English Prerevolutionary Texts and Postmodern Culture; 1989)
- «Переосмислення перекладу: Дискурс, суб'єктивність, ідеологія» (англ. Rethinking Translation: Discourse, Subjectivity, Ideology; 1992) (антологія есеїв, редактор)
- «Невидимість перекладача: Історія перекладу» (англ. The Translator's Invisibility: A History of Translation; 1995; 2-ге видання, 2008)
- «Скандали перекладу: На шляху до етики відмінностей» (англ. The Scandals of Translation: Towards an Ethics of Difference; 1998)
- «Перекладознавчий вісник» (англ. The Translation Studies Reader; 2000; 2-ге видання, 2004; 3-тє видання, 2012; 4-те видання, 2021) (опитування про теорії та коментарів до перекладу від античності до сьогодення; редактор)[6]
- «Переклад змінює все: теорія і практика» (англ. Translation Changes Everything: Theory and Practice; 2013)[7]
- «Викладання перекладу: Програми, курси, методики» (англ. Teaching Translation: Programs, Courses, Pedagogies; 2017) (антологія есеїв, редактор)
- «Контраінструменталізм: Перекладацька полеміка» (англ. Contra Instrumentalism: A Translation Polemic; 2019)
- «Тези про переклад: Органон для поточного моменту» (англ. Theses on Translation: An Organon for the Current Moment; 2019)[8]